# I'm a grrrl
|  | Denne artikel er oprettet af botten PalnaBot ud fra en ekstern database. Den kan derfor have sproglige fejl eller mangler. Denne skabelon kan fjernes efter kontrol af indholdet. |

I'm a grrrl er en film instrueret af Bynke Maibøll.

## Handling
En ung kvinde, halvt påklædt som nonne, kæler med et telefonrør, iscenesat a la Dreyers heltinde Jeanne d'Arc. En flok kvinder optræder på række foran en flok mænd i de samme halve nonnekostumer og mimer henført sangteksten: »Take what I have«. Og en creditliste skrevet med menstruationsblod... Bynke Maibøl har i løbet af 90'erne instrueret en række super 8 film, der i stiliserede sort/hvide tableauer sætter fokus på kønnene, det mandlige og det kvindelige. Scenerier, der på een gang er sanselige og distancerede, provokerende og sært humoristiske.